# Marek Munatiusz Sulla Cerialis
Marcus Munatius Sulla Cerialis (również Cerealis; zm. 219) – był politykiem rzymskim i senatorem na początku III w. n.e.
Marek Munatiusz Sulla Cerialis był Italikiem. Przed konsulatem był legatem Noricum około 212 zanim zaczął obowiązywać edykt Karakalli (Constitutio Antoniniana) nadający prawa obywatela rzymskiego wszystkim wolnym mieszkańcom Cesarstwa Rzymskiego. Inskrypcja pary małżeńskiej o statusie cudzoziemców na darze wotywnym znaleziona w Kugelstein niedaleko starożytnego Flavia Solva (blisko obecnej miejscowości Wagna i miasta Leibnitz w Austrii), wymienia Cerialisa w związku z jego przybyciem jako wysokiej rangi gościa do tej miejscowości.
Za rządów cesarza Karakalli w 215 był konsulem zwyczajnym razem z Kwintusem Mecjuszem Letusem i w 217/218 legatem Kapadocji. W 219 za czasów Heliogabala został wezwany przez cesarza do Rzymu i zabity, ponieważ mieszał się w nie swoje sprawy i zamierzał spotkać się z oddziałami Germanów, którzy wracali do domów po przezimowaniu w Bitynii, co wzbudziło podejrzenia cesarza.
Syn Cerialisa, Marek Munatiusz Sulla Urbanus, był konsulem w 234.